# Bruno Mbanangoyé
Bruno Zita Mbanangoyé (* 15. Juli 1980 in Port-Gentil) ist ein ehemaliger gabunischer Fußballspieler.

## Karriere

### Klub
Er begann seine Karriere in der Saison 1999 beim Pétrosport FC aus seiner Heimatstadt. Danach spielte er in Tunesien für AS Djerba in der ersten und zweiten Liga. Ab 2006 spielte er für Dinamo Minsk in Belarus. 2009/10 und 2010/11 spielte er in der Türkei bei Sivasspor und kehrte zur Saison 2011 zurück zu Dinamo Minsk.
Nach der Saison 2012 legte er eine Pause ein, kehrte in seine Heimat nach Gabun zurück, wo er sich 2013 dem Missile FC anschloss. 2016/17 ging er zum FC 105 Libreville. Nach einer weiteren Pause stand er in der Spielzeit 2018 im Kader des Akanda FC um danach seine Karriere zu beenden.

### Nationalmannschaft
Seinen ersten Einsatz für die Auswahl seines Landes erhielt er bereits am 6. Juni 1999 bei einem Spiel in der Qualifikation für den Afrika-Cup 2000. In den weiteren Jahren hatte er immer wieder Einsätze für die Nationalmannschaft, mit der er sich dann mit dem Afrika-Cup 2010 auch schließlich für sein erstes großes Turnier qualifizieren konnte. Beim Afrika-Cup 2012 schaffte er es mit seinem Team dann sogar bis ins Viertelfinale. In diesem Jahr bestritt er dann auch sein letztes Spiel für die Auswahl.